# Калмак
Калма́к (каз. Қалмақ) — село у складі Таскалинського району Західноказахстанської області Казахстану. Входить до складу Мерекенського сільського округу.
У радянські часи село називалось Калмаки.
Населення — 51 особа (2021; 71 у 2009, 226 у 1999, 418 у 1989).